# Heterophysa mutica
Heterophysa mutica är en fjärilsart som beskrevs av Hugo Theodor Christoph 1885. Heterophysa mutica ingår i släktet Heterophysa och familjen nattflyn. Inga underarter finns listade i Catalogue of Life.